# Schistochila alata
Schistochila alata là một loài rêu tản trong họ Schistochilaceae. Loài này được (Lehm.) Stephani miêu tả khoa học lần đầu tiên năm 1909.